# Current Affair Medium Rare
Current Affair Medium Rare är Britta Perssons tredje studioalbum, utgivet 2010.

## Låtlista
1. "Annoyed to Death"
2. "Meet a Bear"
3. "Toast to M"
4. "Some Girl Some Boys"
5. "For the Steadiness"
6. "If You Don't Love Him"
7. "Big Fuss"
8. "Time Machine"
9. "He Flies a Jet"
10. "Still Friends"

## Mottagande
Skivan fick ett i huvudsak gott mottagande och snittar på 3,5 poäng på Kritiker.se.

## Listplaceringar
| Lista (2010) | Topplacering |
| ------------ | ------------ |
| Sverige      | 31           |